# Coylobo
O Coylobo (coywolf em inglês), também chamado coilobo ou lobote (woyote) é o híbrido resultante do acasalamento de um coiote com um lobo. 

## Biologia

#### Alimentação
O coilobo é um animal cujo hábitos são intermediários entre o do lobo e o do coiote. Caçando animais de porte médio a grande. 

## Características

### Descrição

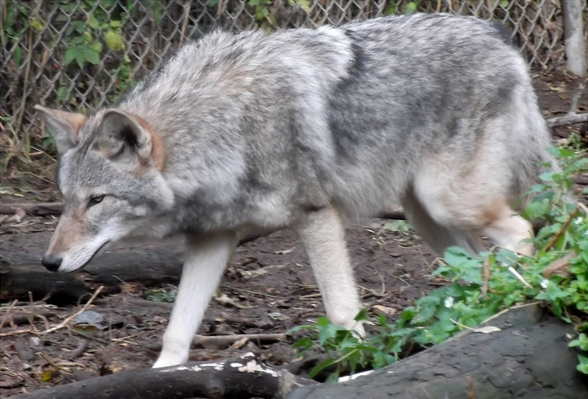
Um espécime em cativeiro, sendo um híbrido f¹ resultante do acasalamento de uma fêmea de coiote-da-Montanha e um macho de lobo-do-Noroeste.

Os coylobos pesam aproximadamente 25 quilogramas e são maiores e mais musculosos que os coiotes. Suas características bem como porte são intermédiarios entre os do lobo e o do coiote.